# یخچال یاتری
یخچال یاتری مربوط به سده‌های متأخر دوران‌های تاریخی پس از اسلام است و در شهرستان گرمسار، بخش آرادان، دهستان داورآباد، روستای یاتری سفلی، سمت راست واقع شده و این اثر در تاریخ ۲۲ آبان ۱۳۸۶ با شمارهٔ ثبت ۱۹۹۵۲ به‌عنوان یکی از آثار ملی ایران به ثبت رسیده است.